# Cadillac Series 355
Cadillac Series 355 – samochód osobowy produkowany pod amerykańską marką Cadillac w latach 1931–1935. Serię modelową tworzyły cztery linie.

## Galeria

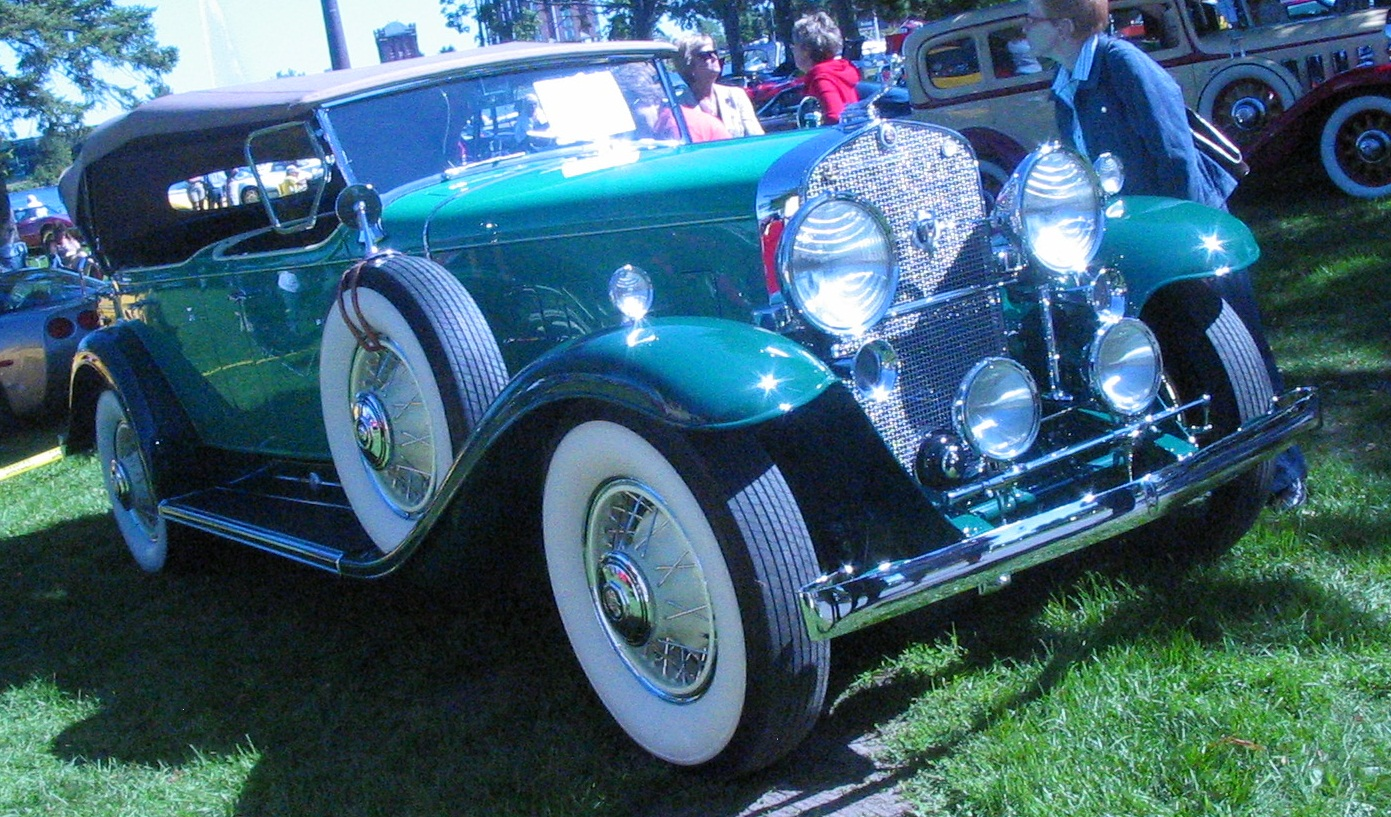
Cadillac Series 355A Phaeton
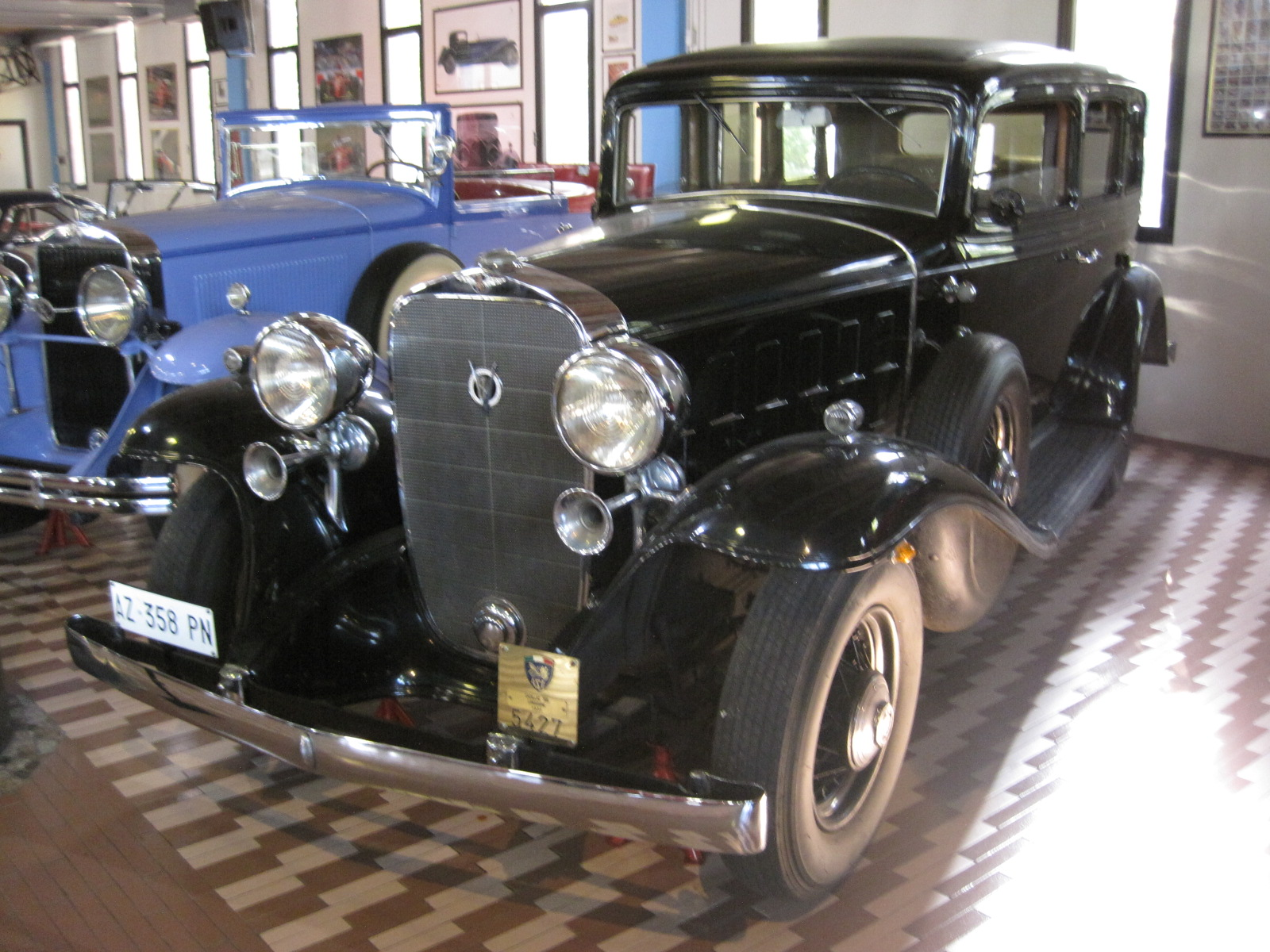
Cadillac Series 355B